# デジタル制御工学
デジタル制御工学（デジタルせいぎょこうがく、英語：digital control engineering）とは、デジタル伝送路で接続されたセンサ・制御装置・アクチュエータによる制御を扱う制御工学の一分野である。

## デジタル制御の特徴
- 制御特性の調整が容易で再現性が良い。
- 多重伝送により伝送路の本数を削減できる。
- デジタルデータとして伝送・記録することで、遠隔監視や情報システムとの連携を行うことができる。
- TCP/IP・フィールドバスなどの標準化された通信プロトコル・伝送方式を使用することでマルチベンダーシステムの構築が可能となる。

## デジタル制御の方式

### 集中形
- 全ての制御を中央制御装置で行う。
- センサ・アクチュエータは単純なものとなる。
- センサ・アクチュエータごとに伝送路が必要である。
- 信頼性の高い中央制御装置が必要である。

### 階層形
- 中央監視装置→制御装置→センサ・アクチュエータと階層分けされたものである。
- 制御装置が分散配置されるので、制御配線長が短くなる。
- 制御装置の故障による影響を局所にとどめることが出来る。

### 分散形
- センサ・アクチュエータ自身が制御・通信機能を持ち、直接データを送受信し連携して制御を行うものである。
- 各機器の故障による影響を小さくすることが出来る。
- 外部機器から各センサ・アクチュエータなどの情報を直に取得することが出来る。

### 遠隔監視制御・情報取得 (Supervisory Control And Data Acquisition)
近年は、インターネットに接続されたWebサーバ機能を持った制御機器を通じて、パーソナルコンピュータや携帯電話などブラウザ機能を持った汎用機器で遠隔監視制御・情報取得を行うシステムが導入されるようになってきている。